# Raffaele De Mucci
Raffaele De Mucci (Pescara, 18 agosto 1952) è un sociologo e politologo italiano.

## Biografia
Laureatosi in Scienze Politiche all'Università LUISS Guido Carli di Roma e in Giurisprudenza all'università La Sapienza, è diventato professore ordinario alla LUISS, dove insegna Sociologia politica e Politica comparata. Ha trascorso un periodo di studi, come fellow scholar, presso il dipartimento di Political Science della State University of New York.  È autore di numerosi studi e ricerche nella metodologia delle scienze sociali, della partecipazione politica e dell'analisi elettorale. È stato consulente esterno del Censis per indagini e rapporti relativi al settore governo e amministrazione. Ha insegnato, a vario titolo,  discipline sociologiche e politologiche nelle Università degli studi di Padova, Università degli studi di Salerno, L'Aquila, Viterbo,  a Helsinki e Oslo (come visiting professor).
Collabora a diverse testate giornalistiche, radiofoniche e televisive, fra le quali Rai Radio 1, Il Sole 24 Ore, Il Tempo, Ballarò, per commenti e analisi di politica interna.

Tra i numerosi libri da lui scritti, ricordiamo tra gli altri: Micropolitica, Logiche individuali e collettive dell'azione politica, L'individualismo metodologico; genesi, natura, applicazioni e Metodologia delle scienze sociali in collaborazione con Dario Antiseri.